# Ърнест Скатън
Ърнест Скатън (на английски: Ernest Scatton) е американски славист, българист и фонолог.

## Биография
Роден е през 1942 г. През 1967 г. завършва славянски езици и литература в Пенсилванския университет. От 1971 г. е доктор на науките в Харвардския университет. Професор в Нюйоркския щатски университет в Олбани от 1976 г. Чете лекции в различни университети в САЩ и Европа като професор и гост-професор. Изнася лекции по общо езикознание, английски език и литература, славянско езикознание, руски език, български език, дескриптивна и историческа фонология, историческа диалектология, когнитивна лингвистика и др.
Гостува на Софийския университет с Фулбрайтова стипендия през 1983-1984 г.
Почетен доктор на Софийския университет (1996).